# Balthasar Sartorius
Balthasar Sartorius auch: Schneider (* 6. Januar 1534 in Oschatz; † 14. September 1609 in Leipzig) war ein deutscher lutherischer Theologe.

## Leben
Sartorius war der Sohn eines Bürgers. Mit vierzehn Jahren wurde er unter Johann Walter Kapellknabe am Hof des damaligen Herzogs und späteren Kurfürsten Moritz von Sachsen in Torgau. Als sechzehnjähriger bezog Balthasar die Universität Wittenberg, wo er sich am 6. September 1550 immatrikulierte. Hier besuchte er die Vorlesungen von Philipp Melanchthon und legte sich durch die Latinisierung seines Nachnamens den Gelehrtennamen Sartorius zu. Im Wintersemester 1555 wechselte er an die Universität Leipzig, wo seine Ausbildung von Joachim Camerarius der Ältere geleitet wurde. So ausgebildet erwarb er sich 1559 den akademischen Grad eines Magisters der philosophischen Wissenschaften. Danach wurde er dritter Lehrer an der kurfürstlich sächsischen Landesschule Pforta und war 1564 Konrektor der Bildungsanstalt. Nebenher verfolgte er theologische Studien in Leipzig. So wurde er 2. Oktober 1568 Baccalaurus der Theologie, 23. April 1569 wurde er Sonnabendprediger an der Leipziger Thomaskirche und 1570 wurde er Superintendent von Grimma. 1572 erwarb er sich in Leipzig das Lizentiat der Theologie und promovierte 1573 zum Doktor der Fachrichtung.
Im selben Jahr erhielt er vom sächsischen Kurfürsten August die Aufgabe die Erziehung der Prinzen Friedrich Wilhelm von Sachsen-Weimar und Johann von Sachsen-Weimar in Weimar zu leiten. Daneben hatte er sich 1573 an der Universität Jena immatrikuliert, wo er 1575 eine theologische Professur erhielt. Als Jenaer Hochschullehrer beteiligte er sich auch an den organisatorischen Aufgaben der Hochschule und war im Sommersemestern 1577, 1581, sowie im Wintersemester 1585 Rektor der Alma Mater. 1588 wurde er Superintendent und Konsistorialassessor in Meißen, von wo er 1592 aufgrund seiner konfessionellen Einstellung als Kryptocalvinist entlassen wurde. Er zog nach Leipzig, wo ihm verboten wurde, sich weiter zu betätigen und ihm eine Pension gewährt wurde. Durch die Hilfe seines einstigen Schülers und damaligen sächsischen Administrators Friedrich Wilhelm von Sachsen-Weimar erhielt er 1597 eine außerordentliche theologische Professur und wurde Kollege am großen Fürstenkollegium.

## Familie
Sartorius verheiratete sich am 18. Oktober 1569 in Leipzig mit Elisabeth Salmuth (* 14. August 1551 in Leipzig; † 19. Juni 1601 in Leipzig), die Tochter des Heinrich Salmuth und dessen Frau Elisabeth Pfeffinger (* 1529 in Sonnenwalde; † 4. Juli 1601 in Leipzig). Aus der Ehe stammen neun Kinder, wovon zwei Söhne und zwei Töchter den Vater überlebten. Von den Kindern kennt man:
- Benedikt Sartorius (immatr. Sommersemester 1577 Uni. Jena)
- Balthasar Sartorius (immatr. Sommersemester 1577 Uni. Jena)
- Heinrich Sartorius (immatr. Sommersemester 1577 Uni. Jena)
- Johann Sartorius
- Salome Sartorius († 1626 in Quedlinburg)
- Margaretha Sartorius († 29. Februar 1632 in Frohburg) verh. 1632 mit Pfarrer in Frohburg Adam Fusius (auch Fus, Fuß, Fuchs; * 28. Juli 1580 in Lausick; † 24. August 1648 in Frohburg)
- Elisabeth Sartorius (* 1591 Meißen; † 16. Oktober 1632 in Quedlinburg) verh. mit fürstlichen Schöppen Joachim Blume († 27. November 1644)

## Werke (Auswahl)
- Narratio actionis solennis. Leipzig 1568.
- De Iustitia Fidei, Capita ad disputandum proposita in Academia Lipsica. Leipzig 1572 (staatsbibliothek-berlin.de).
- De ecclesia Christi in his terris. Jena 1573 (staatsbibliothek-berlin.de).
- Einfältiger und nützlicher Bericht, von dem Leben und Wandel, auch von der Lehre Johann Pfeffingers. Leipzig 1573.
- Leichpredigt Gehalten bey dem begrebnus des Ehrwirdigen Herrn Johan. Pfeffingers, der heiligen Schrifft Doctorn, vnd zu Leipzig Pastorn vnd Superintendenten bis in die 34. Jar, welcher an dem newen Jarstag des 73. Jars, seines Alters im 80. Jar entschlaffen, vnd in die Pfarkirchen zu S. Nicolaus den 3. Januarij zur Erden ist bestetigt worden. Leipzig 1573 (Digitalisat).
- Leichpredigt, Gehalten vber dem Begrebnis des Leichnams des Edlen Herrn Hansen von Ponickaw auff Pomsen, Churfuerstlichen Sæchsischen Raht vnd Cammerer Hauptman zu Grimma. Welcher den 15. Februarij der ist der Sontag Reminiscere verschieden vnd am 18. dieses Monats in der Kirchen desselbigen orts bestattet ist. Leipzig 1573 (Digitalisat).
- Disputatio de ecclesia dei in his terris secundumsta tuta Academiae Ienensis. Jena 1573 (staatsbibliothek-berlin.de).
- Eine Predigt Von der Ehre und Herrligkeit, in welche unser Heyland Christus Jesus durch sein Leiden, Sterben und fröliche Aufferstehung eingangen. Leipzig 1580 (Digitalisat).
- De praecipuis duobus doctrinae Christianae capitibus, lege et evangelio. Jena 1582 Quaestio, sitne anima hominis, quae speculum dei est, particula aut portio essentiae divinae, an substantia ab illa diversa. Lipsiae 1582
- Carmen protreptikon Ad Amplissimam Electoratus, Ducatuumq´Saxoniae Gentem vt luctuoso planctu Iusta debita faciat Patrae Patri Divo Domino Augusto … Duci Saxoniae, Sacri Romani Imperii Electore et … Marchioni Misniae … ex hac vita in coelestem translato XI. Febr. An. currentis. Leipzig 1586
- Pia & subiectissima gratulatio & Precatio pro fausta Gubernatione … Christiani II. Electoris Saxoniae … Et … Johannis Georgii Ducis Saxoniae. Leipzig 1605 (Digitalisat).